# سركوب
السِّركوب هو جنس ينتمي إلى فصيلة مزبدات.